# Puerto de Chiquihuite
Puerto de Chiquihuite är en ort i Mexiko.   Den ligger i kommunen Cadereyta de Montes och delstaten Querétaro Arteaga, i den centrala delen av landet, 160 km nordväst om huvudstaden Mexico City. Puerto de Chiquihuite ligger 2 084 meter över havet och antalet invånare är 1 002.
Terrängen runt Puerto de Chiquihuite är kuperad åt nordost, men åt sydväst är den platt. Runt Puerto de Chiquihuite är det ganska glesbefolkat, med 38 invånare per kvadratkilometer. Närmaste större samhälle är Cadereyta de Montes, 2,0 km öster om Puerto de Chiquihuite. Trakten runt Puerto de Chiquihuite består i huvudsak av gräsmarker.